# Phân loại nhóm đơn hữu hạn
Trong toán học, phân loại nhóm đơn hữu hạn là một định lý cho biết mọi nhóm đơn hữu hạn đều: hoặc là nhóm xiclic, hoặc là nhóm thay phiên, hoặc là một trong số vô hạn các nhóm thuộc loại Lie, hoặc là một trong hai mươi sáu ngoại lệ, được gọi là sporadic, hoặc là nhóm Tits.
Chứng minh của định lý này bao gồm hàng chục ngàn trang trong hàng trăm bài báo được viết bởi khoảng 100 tác giả, được xuất bản chủ yếu từ năm 1955 đến năm 2004.

## Phát biểu định lý phân loại
Định lý - Mọi nhóm đơn hữu hạn đẳng cấu với một trong các nhóm sau
- một nhóm trong số các lớp vô hạn sau
  - các nhóm xiclic bậc nguyên tố
  - các nhóm thay phiên bậc từ 5 trở lên
  - các nhóm thuộc loại Lie
- một trong 26 nhóm sporadic
- nhóm Tits